# Gorenja Dobrava (Gorenja vas – Poljane, Slovenija)
Gorenja Dobrava je naselje u slovenskoj Općini Gorenjoj vasi - Poljane. Gorenja Dobrava se nalazi u pokrajini Gorenjskoj i statističkoj regiji Gorenjskoj. 

## Stanovništvo
Prema popisu stanovništva iz 2002. godine naselje je imalo 130 stanovnika.